# Wilhelm Hauff
Pour les articles homonymes, voir Hauff.
Wilhelm Hauff (* 29 novembre 1802 à Stuttgart; † 18 novembre 1827 à Stuttgart) est un écrivain allemand de l'époque du Biedermeier.

## Biographie
Après ses études, Wilhelm Hauff devenient le précepteur des enfants du ministre de la guerre de Wurtemberg, le général Ernst Eugen von Huegel (1774-1849). Pour eux il écrit ses contes, qu'il a édités en 1826. Inspiré par les romans de Sir Walter Scott, Hauff écrit le roman historique Lichtenstein (1826), qui a acquis une grande popularité en Allemagne et particulièrement en Souabe, traitant de la période la plus intéressante dans l'histoire de ce pays, le règne du duc Ulrich (1487-1550).

## Œuvres

### Contes
- Märchen als Almanach (La Princesse des contes en robe d'almanach), 1825
- Die Karawane (La caravane), 1825
  - Die Geschichte vom Kalif Storch (L'Histoire du calife cigogne)
  - Die Geschichte von dem Gespensterschiff (L'Histoire du bateau fantôme)
  - Die Geschichte von der abgehauenen Hand (L'Histoire de la main coupée)
  - Die Errettung Fatmes (La Délivrance de Fatma)
  - Die Geschichte vom kleinen Muck (L'Histoire du petit Muck)
  - Das Märchen vom falschen Prinzen (La Légende du faux prince)
- Der Scheik von Alessandria und seine Sklaven (Rahmenerzählung) (Le Cheikh d'Alexandrie et ses esclaves), 1826
  - Der Zwerg Nase (Le Nain Long-Nez)
  - Abner, der Jude, der nichts gesehen hat (Abner, le Juif qui n'a rien vu)
  - Der Affe als Mensch (Der junge Engländer) (Le Singe déguisé en homme)
  - Die Geschichte Almansors (L'Histoire d'Alamanzor)
- Das Wirtshaus im Spessart (L'Auberge du Spessart), 1827
  - Die Sage vom Hirschgulden (La Légende du florin au cerf)
  - Das kalte Herz (Le Cœur froid)
  - Saids Schicksale (Les Aventures de Saïd)
  - Die Höhle von Steenfoll - Eine schottländische Sage (La Grotte de Steenfoll - légende écossaise)

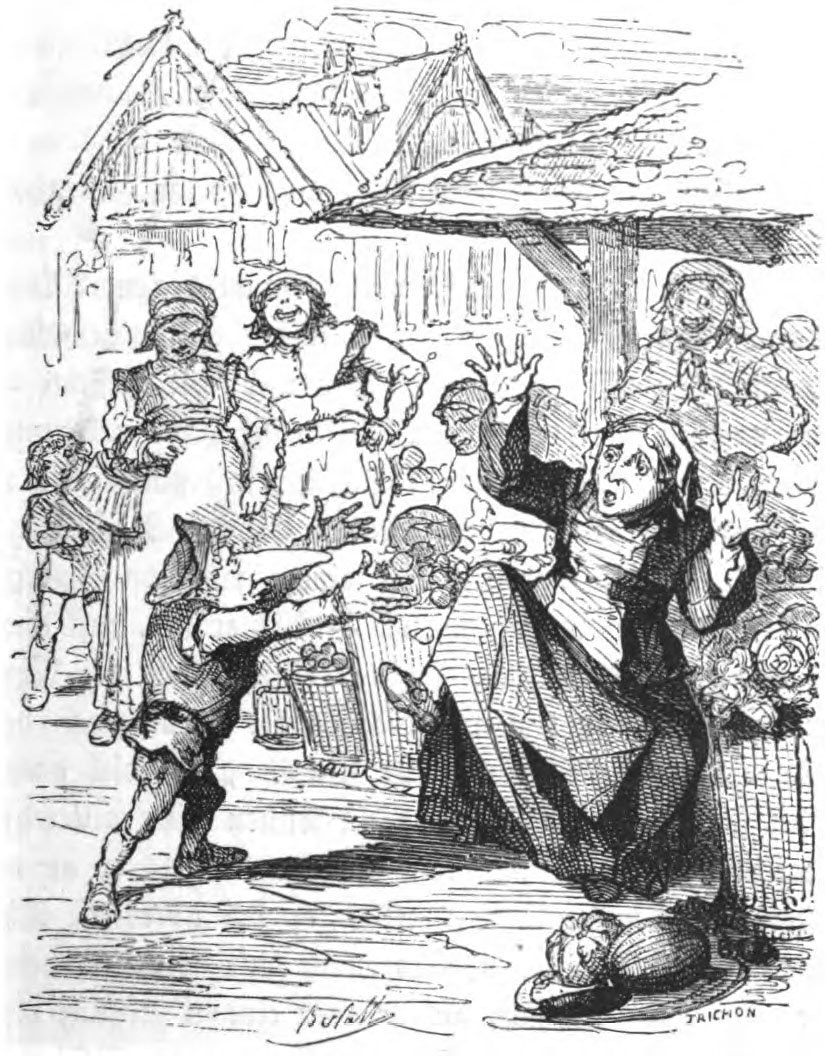
Le nain au long nez, par Bertall, 1869
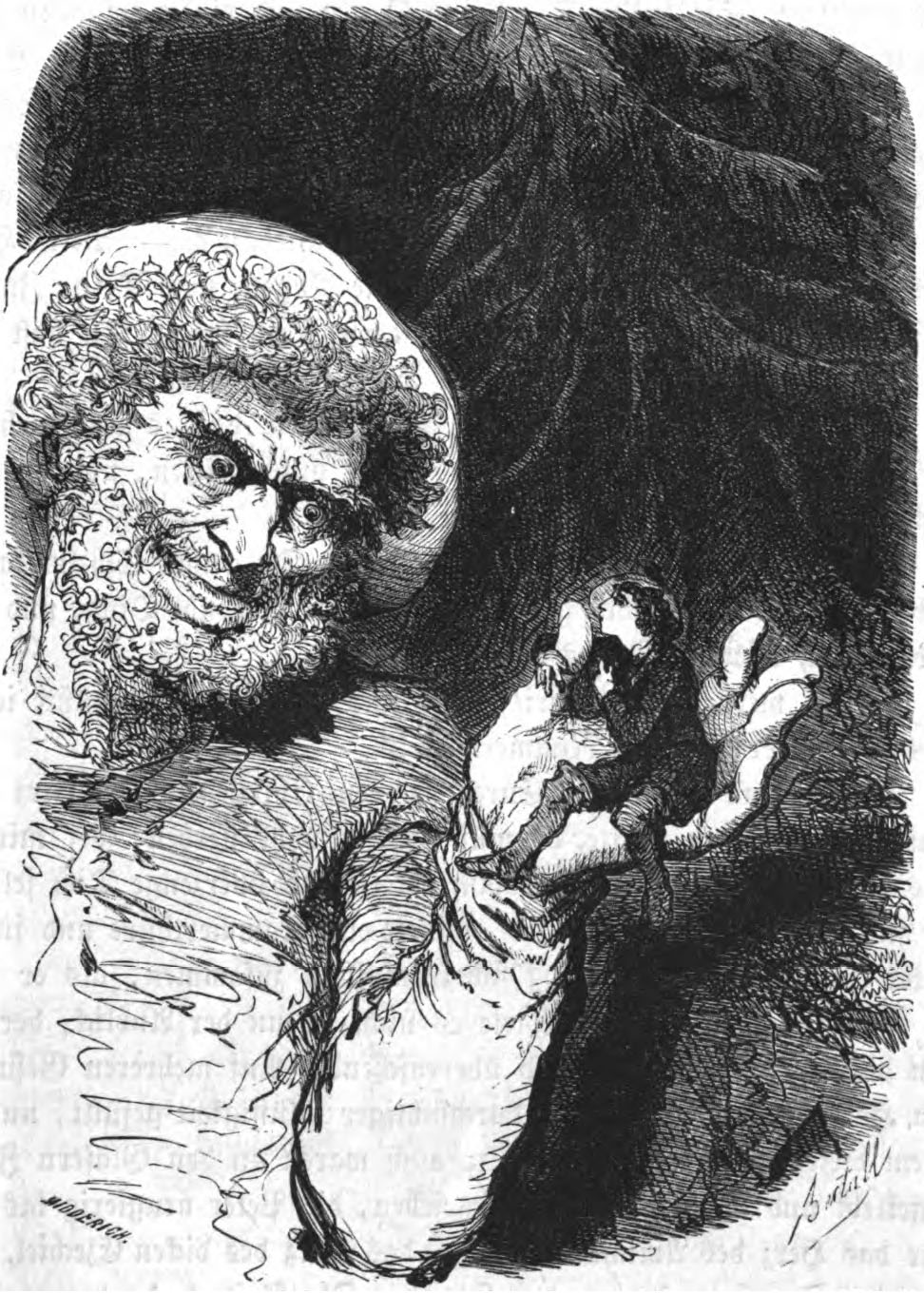
Le cœur froid, par Bertall, 1869
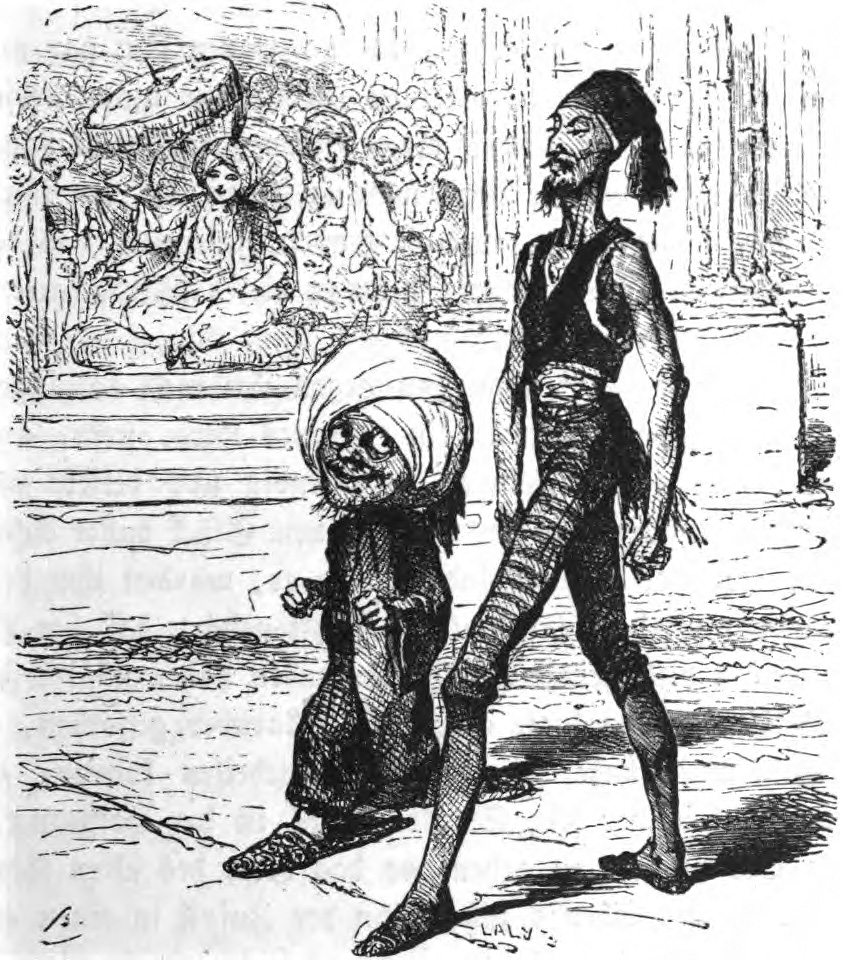
L'histoire du petit Muck, par Bertall, 1869
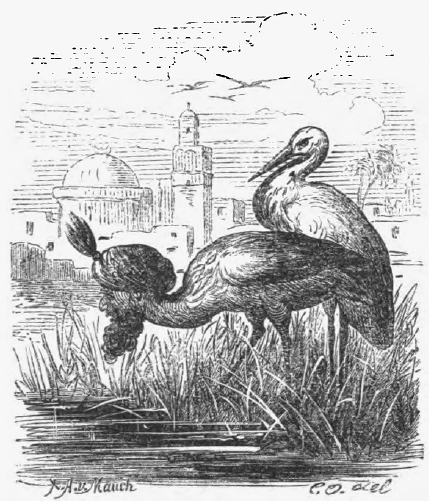
L'histoire du calife cigogne par Carl Offterdinger, 1869
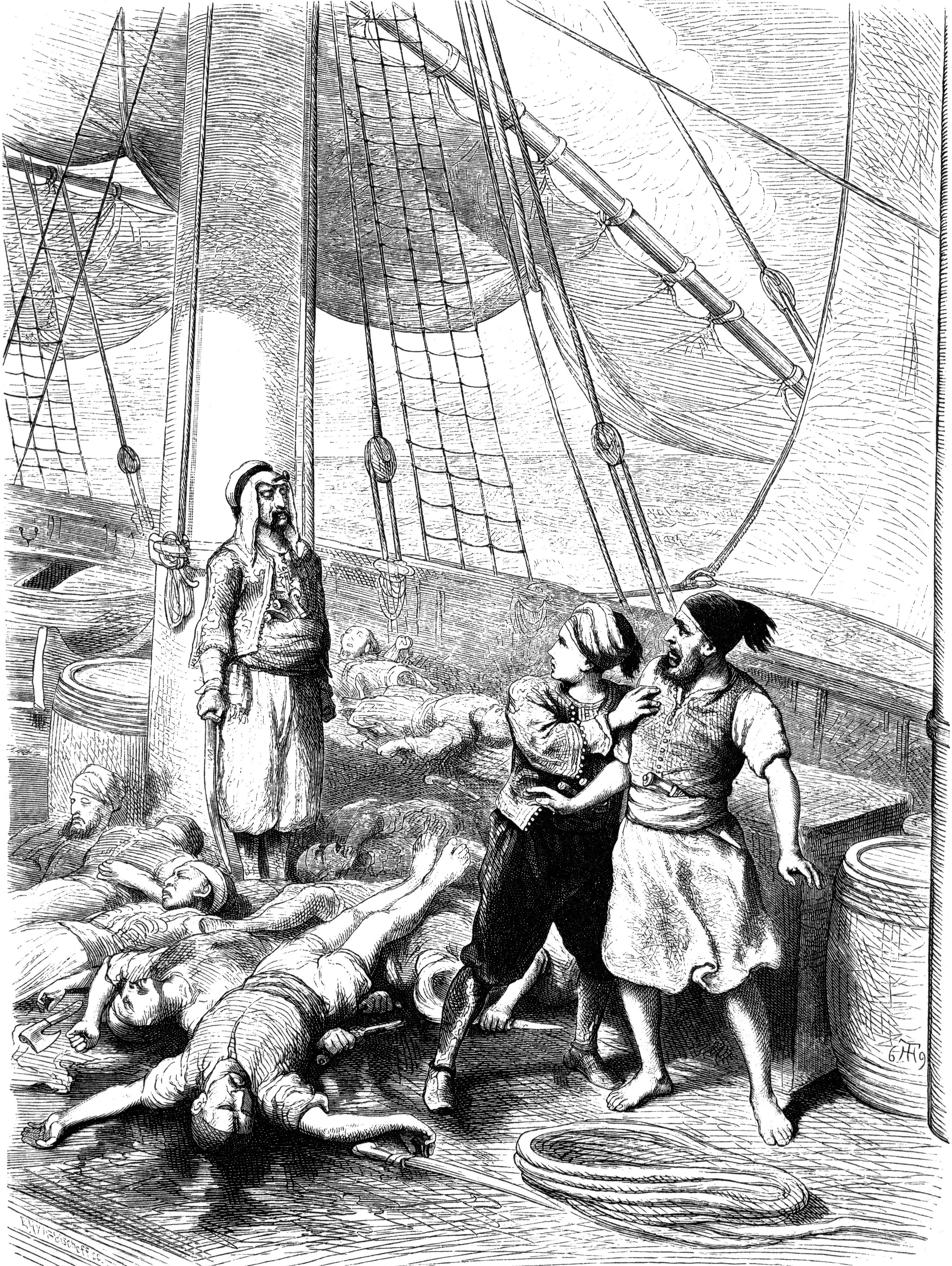
L'histoire du bateau fantôme par Theodor Hosemann, 1869
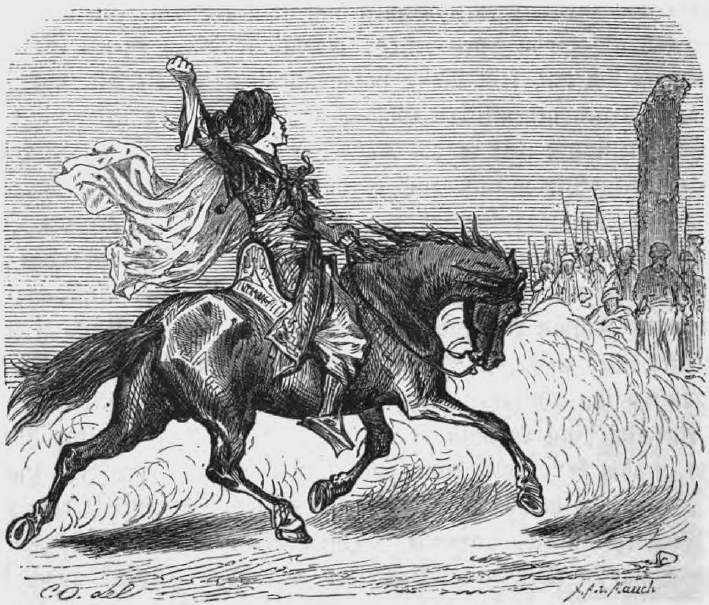
La légende du faux prince, par Carl Offterdinger, 1869
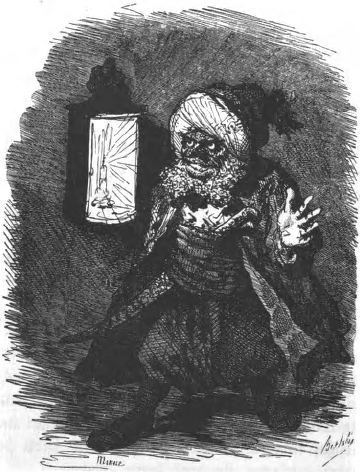
Scène de la délivrance de Fatma, par Bertall, 1869

### Roman

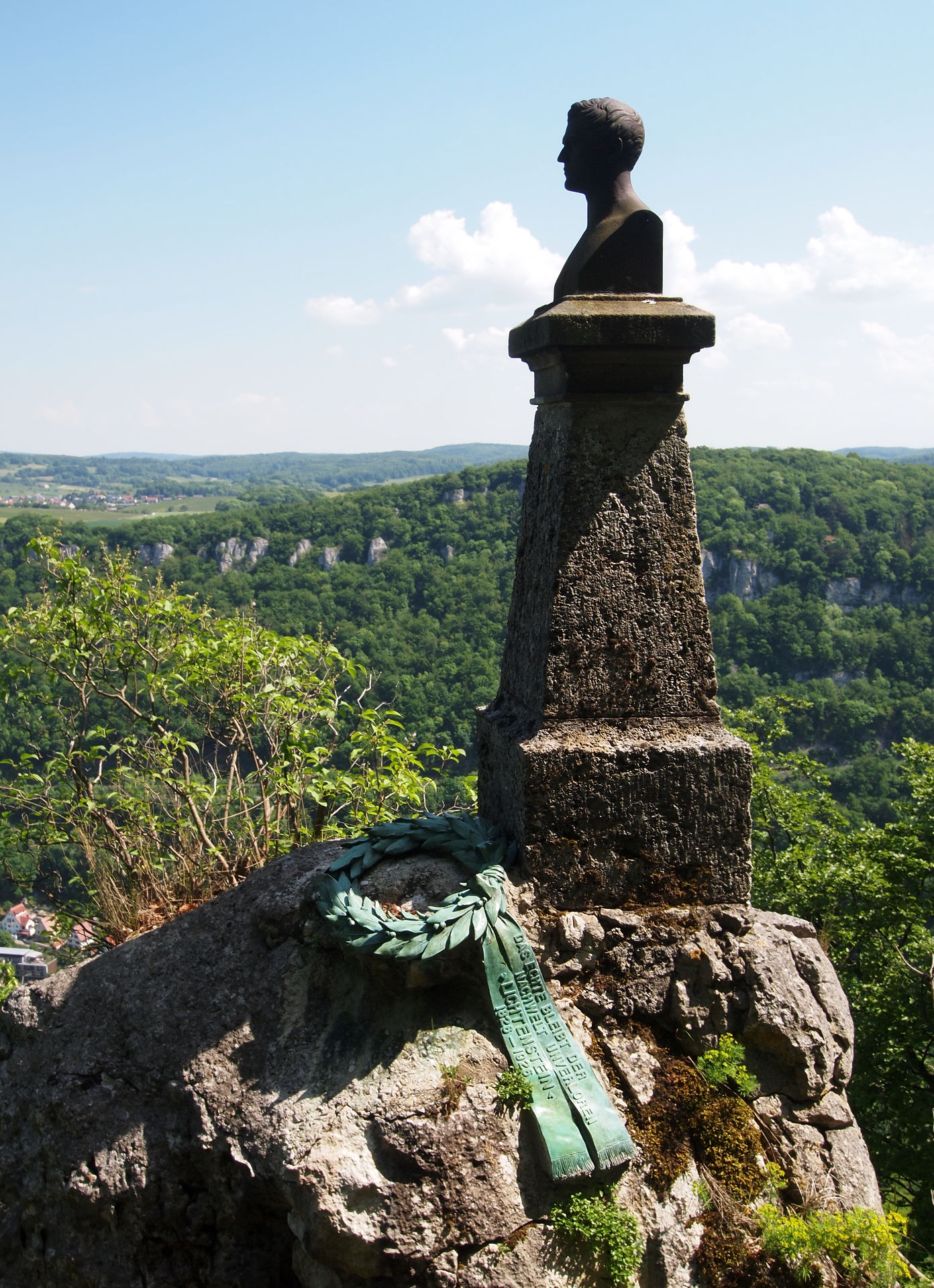
Mémorial au Château de Lichtenstein

- Lichtenstein (1826)

### Satires
- Der Mann im Mond oder Der Zug des Herzens ist des Schicksals Stimme, 1825[2]
- Mittheilungen aus den Memoiren des Satan, 1825/1826
- Controvers-Predigt über H. Clauren und den Mann im Mond, gehalten vor dem deutschen Publikum in der Herbstmesse, 1827

### Nouvelles
- Othello (1826)
- Die Sängerin (1826)
- Die Bettlerin von Pont des Arts (1827)
- Jud Süß (1827)
- Die letzten Ritter von Marienburg
- Das Bild des Kaisers
- Phantasien im Bremer Ratskeller, ein Herbstgeschenk für Freunde des Weines (1827)
- Die Bücher und die Lesewelt
- Freie Stunden am Fenster
- Der ästhetische Klub
- Ein Paar Reisestunden